# Sesselbahn

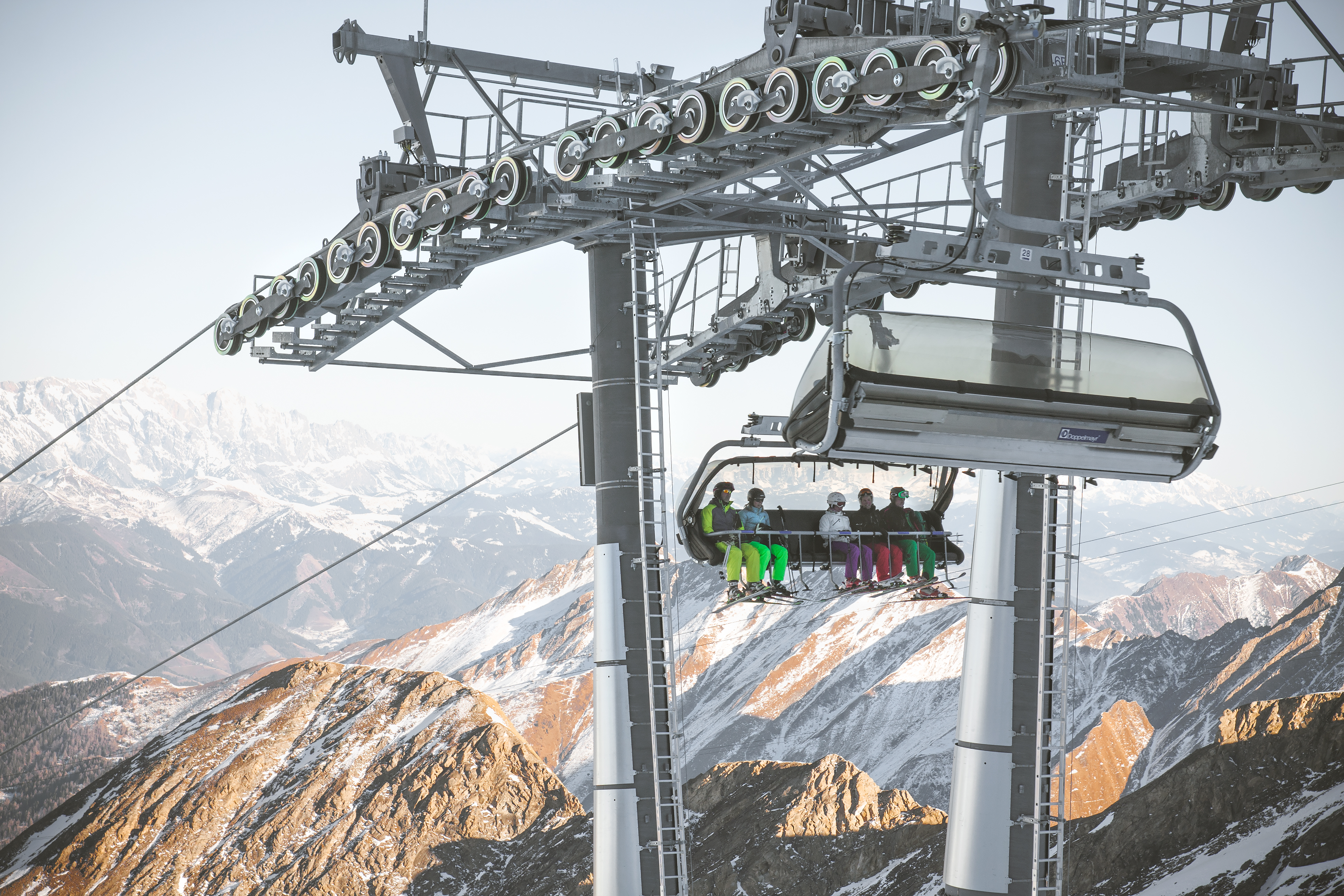
Kuppelbare Achtersesselbahn in Kaprun

Sesselbahnen oder Sessellifte gehören zur Kategorie der Umlaufseilbahnen. An einem endlosen, dauernd umlaufenden Förderseil sind in regelmäßigen Abständen Gehänge mit Sitzen für eine oder mehrere Personen (zurzeit für maximal acht Personen) befestigt. Die Personen sind mit einem Sicherheitsbügel gesichert. Moderne Anlagen öffnen und schließen den Bügel automatisch. Unter dem Sessel befindet sich meistens eine Fußraste, auf der die Fahrgäste Skier oder ihre Füße abstellen können. In Übersee, vor allem den USA, gibt es allerdings auch Anlagen ohne Sicherheitsbügel.

## Varianten

### Fixgeklemmte Sesselbahnen

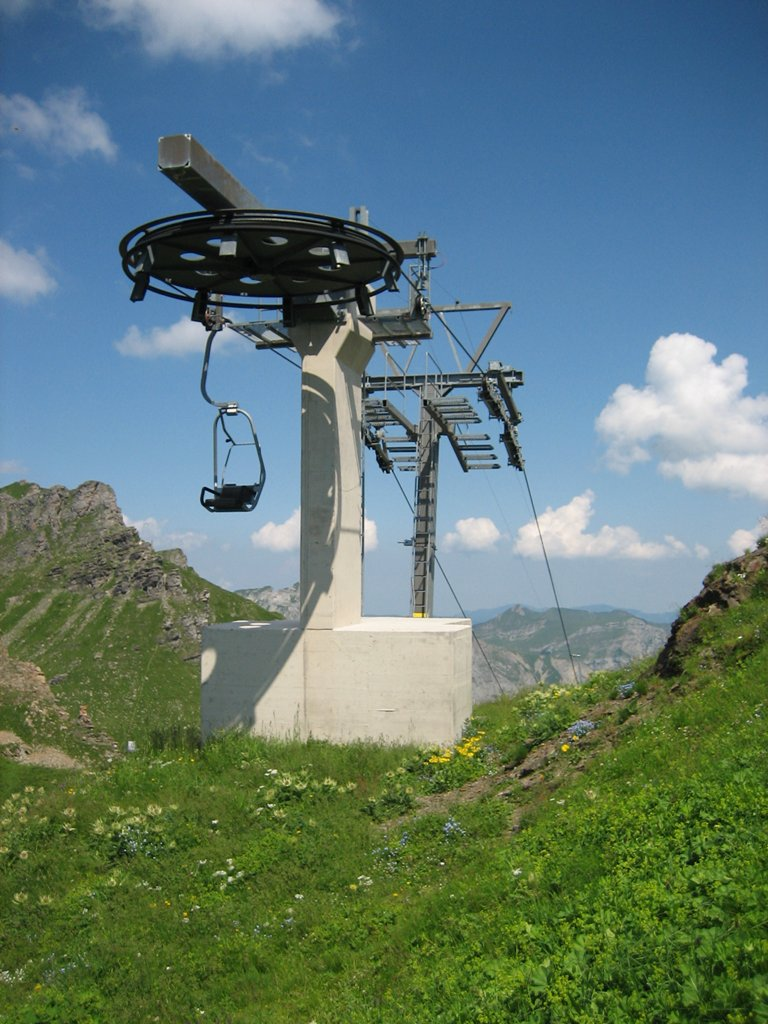
Obere Umlenkseilscheibe einer Sesselbahn

Bei der einfachsten und zugleich auch ältesten Bauform der Sesselbahn, deren Technik vom Skilift abgeleitet wurde, sind die Seilklemmen der Sesselgehänge fest mit dem umlaufenden Förderseil verbunden. Das Österreichische Seilbahngesetz 2003 bezeichnet solche fixgeklemmten Sesselbahnen als Sessellift. Diese fixgeklemmten Sesselbahnen werden in Fachkreisen oder Skigebietskarten als SB für Sesselbahn oder als CLF für die englische Bezeichnung chairlift fix gripped abgekürzt. Eine führende Ziffer gibt dabei die Personenkapazität pro Sitzgehänge an, z. B. 2SB, 4-CLF.
Die Fahrgäste müssen die Sessel in den Stationen bei voller Fahrgeschwindigkeit besteigen und verlassen. Viele neuere fixgeklemmte Sesselbahnen sind mit einem Einstiegsförderband ausgestattet, um den Einstieg komfortabler und sicherer zu gestalten, aber auch um die Fahrgeschwindigkeit erhöhen zu können. Bei fixgeklemmten Sesselbahnen ist die Seilgeschwindigkeit eher mäßig (i. d. R. zwischen max. 3,0 m/s bei Einer- und Zweiersesselbahnen und bis zu 2,2 m/s bei Sechsersesselbahnen). Je größer die Sitzplatzanzahl eines Sessels ist, umso geringer ist die maximale Fahrgeschwindigkeit der Anlage, da ansonsten zu starke Zentrifugal- und Torsionskräfte beim Passieren der Stations-Seilscheibe auf die Sessel wirken würden. Dies dürfte wohl auch der Hauptgrund dafür sein, dass bis jetzt keine fixgeklemmten Achtersesselbahnen gebaut wurden.

### Kuppelbare Sesselbahnen

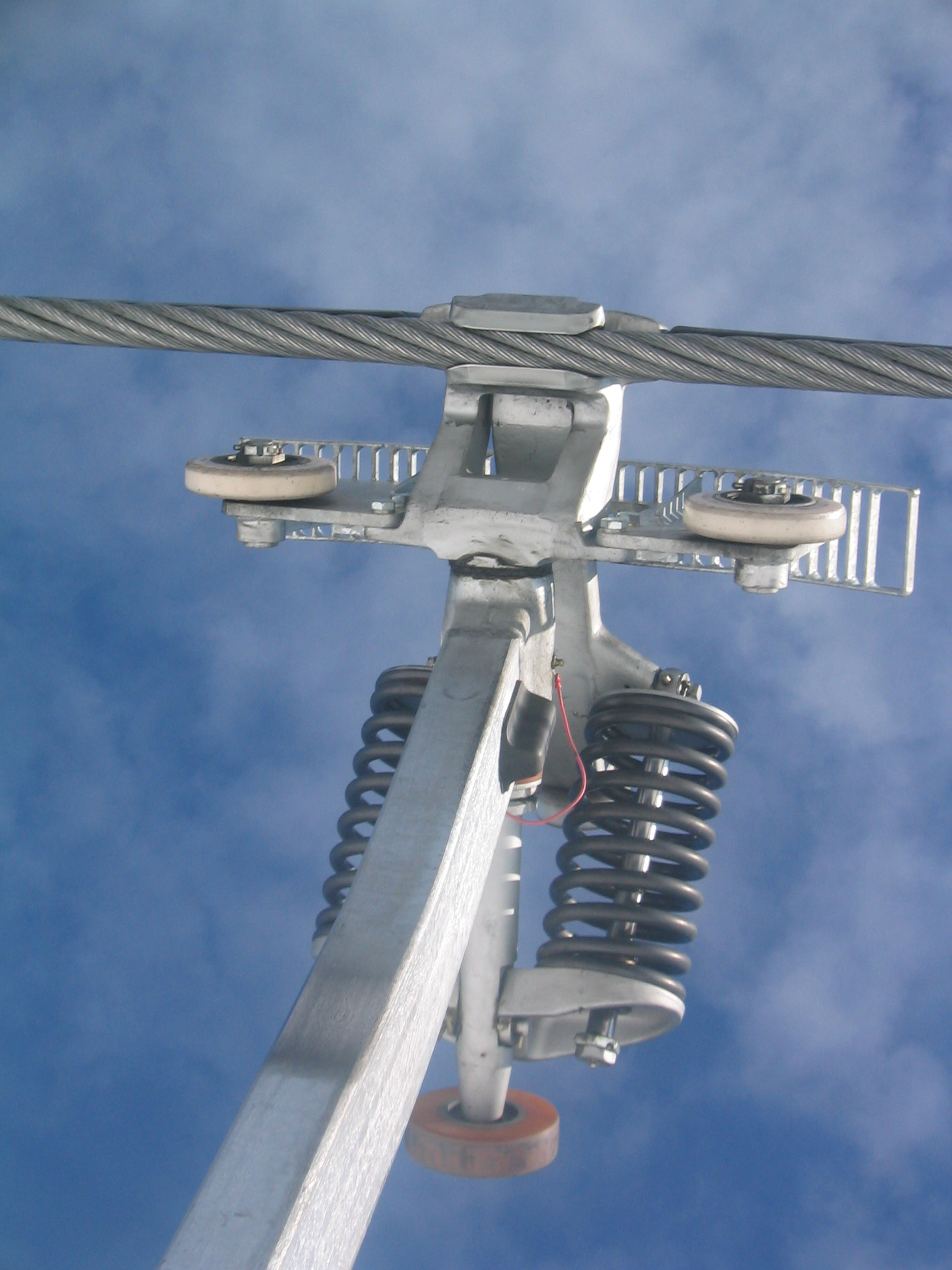
Eine Federklemme hält bei einer kuppelbaren Umlaufbahn das Betriebsmittel

Für die Fahrgäste wesentlich komfortabler sind kuppelbare Sesselbahnen, üblicherweise mit KSB oder dem englischen Kürzel CLD für chairlift detachable abgekürzt. Bei dieser Bauart werden in den Stationen die Sessel vom Förderseil gelöst und auf eine deutlich langsamer laufende Förderschiene gefahren. Die Seilklemmen werden über enger oder weiter werdende Schienenkulissen, in die ein Betätigungshebel hineinläuft, in der Station automatisch geöffnet und geschlossen. Der Ein- und Ausstieg der Fahrgäste erfolgt dann bei stark reduzierter Geschwindigkeit. Kuppelbare Anlagen werden in der Regel mit höheren Seilgeschwindigkeiten bis hin zu 5 m/s betrieben. Noch höhere Fahrgeschwindigkeiten sind möglich, aber im deutschsprachigen Raum von den Behörden nicht erlaubt. In Frankreich z. B. gibt es Anlagen, die mit bis zu 5,5 m/s betrieben werden können, in den USA sogar solche mit über 6 m/s maximaler Seilgeschwindigkeit. In Österreich wurde 2015 die erste kuppelbare Sesselbahn errichtet, die mit 6 m/s betrieben werden kann. Auch hier können am Einstieg Förderbänder zum Einsatz kommen, die dann allerdings im Gegensatz zur fixen Bahn nur der einfacheren Positionierung der Fahrgäste dienen.

### Kombibahn
Mitunter werden auch Kombibahnen gebaut, bei denen während der Skisaison wahlweise Sessel oder Gondeln als Fahrbetriebsmittel verwendet werden können. Die Skifahrer entscheiden selbst, ob sie die Ski anbehalten wollen und den Sessel oder ob sie die Gondel benutzen möchten. Gondeln werden dabei vor allem zur sicheren Beförderung von kleinen Kindern – etwa bei Schikursen – und von Wanderern, Rodlern etc. eingesetzt.

## Transportkapazität

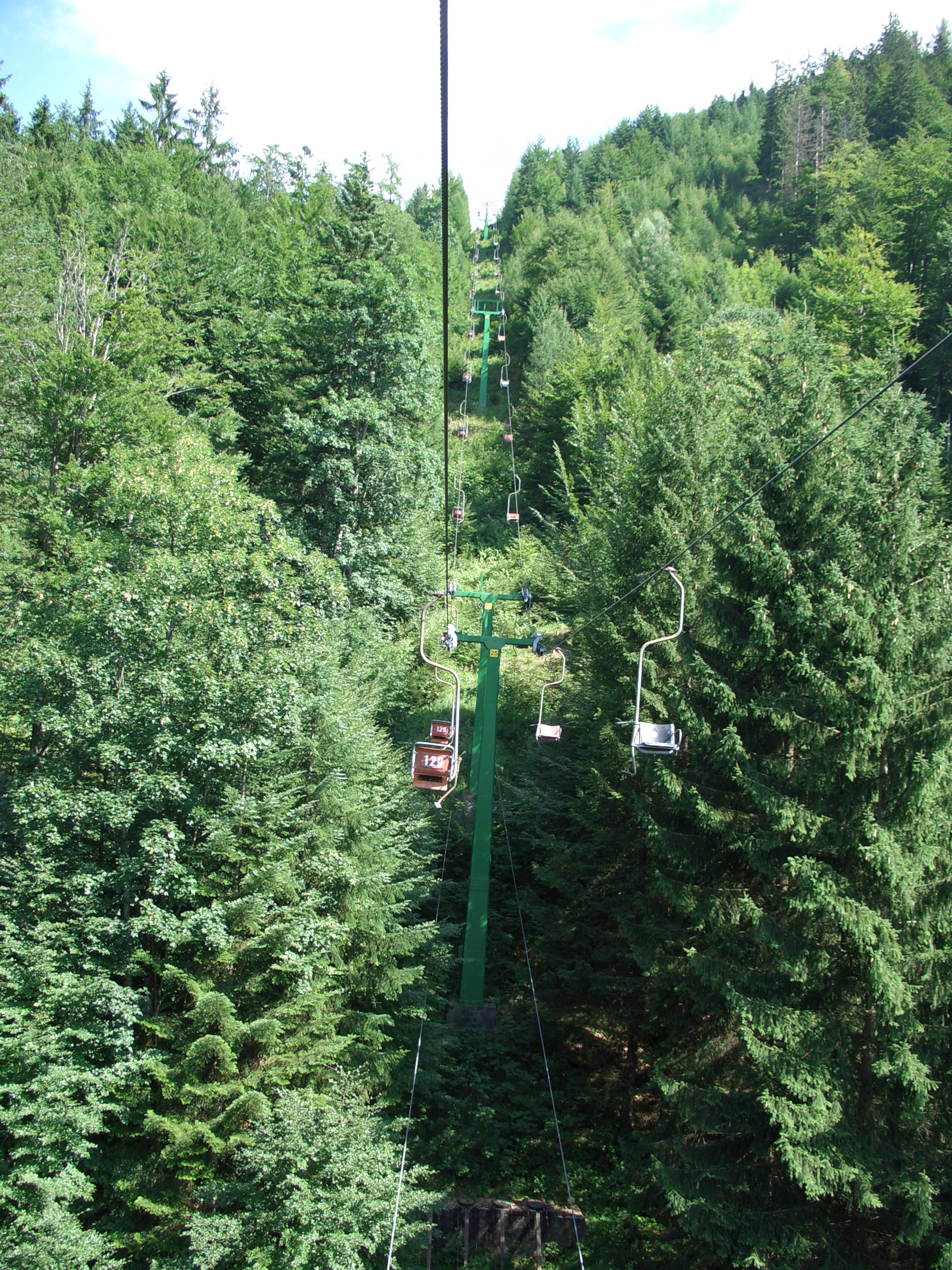
Einer-Sesselbahn in Kufstein, Tirol

Die Transportkapazität von Sesselbahnen hängt von der Größe der Sessel, der Geschwindigkeit und dem Sesselabstand ab. Die maximalen Transportkapazitäten (ohne Double-Embarquement = doppelter Einstieg) liegen in etwa bei:
- 1er-Sessel: max. 800 Personen/Stunde
- 2er-Sessel: max. 1440 Personen/Stunde
- 3er-Sessel: max. 2160 Personen/Stunde
- 4er-Sessel: max. 2400 Personen/Stunde (kuppelbare Hochleistungsbahnen bis zu 2880 Personen/Stunde)
- 6er-Sessel: max. 4000 Personen/Stunde
- 8er-Sessel: max. 5000 Personen/Stunde.

Allerdings kann die Kapazität nach unten stark variieren; so gibt es z. B. 6er-Sessellifte, die eine höhere Kapazität haben als manche 8er-Sessellifte, weil sie deutlich kürzere Sesselabstände haben.
Die Transportkapazität ist bei fixgeklemmten und kuppelbaren Seilbahnen prinzipiell in etwa gleich hoch. Bei kuppelbaren Seilbahnen ist lediglich die Fördergeschwindigkeit höher, welche aber durch einen höheren Abstand der Sessel/Kabinen kompensiert wird und so zu einer identischen Anzahl Kabinen/Sessel pro Stunde (Transportkapazität) führt. Allerdings ist festzustellen, dass im Praxisbetrieb kuppelbare Sesselbahnen geringfügig höhere Kapazitäten erreichen können, da die Sessel sich in der Station mit verminderter Geschwindigkeit bewegen, dadurch einen erhöhten Einsteigekomfort vor allem für Anfänger und Kinder bieten und so die Zahl der Notstopps drastisch reduziert wird.
Einen Sonderfall bei den Kapazitäten stellt der kuppelbare Vierersessel dar. Da er mit seiner Kapazität von bis zu 2400p/h (analog zur fixen 4SB) jahrelang als das Arbeitstier in den meisten Skigebieten galt, wurden analog zu der früheren Entwicklung bei Schleppliften Hochleistungsbahnen entwickelt, die bis zu 2880 Personen/Stunde transportieren können, um mit einer 4-CLD die gleiche Transportkapazität zu erreichen die zwei parallel aufgestellte Hochleistungsschlepper bieten (zweimal 1440 p/h).

## Entwicklung der Sessel und Bahn
Historisch bestanden die Sessel zunächst aus ca. 3 cm breiten, farbig lackierten Querleisten aus Holz oder Stahl – eine Konstruktion, wie sie heute noch bei Gartenstühlen verwendet wird. Für besonders lange Fahrten oder bei starkem Wind und Schneefall gab es eine gewebte oder dünn gesteppte Decke, in die man sich ab Brust- oder Hüfthöhe etwas einwickelte und so wärmer saß. Später wurde der Stahl verzinkt, Sitz und Rückenlehne bestanden aus Glasfaserkunststoff, der nur auf der Sitzseite glatt war, oder aus mehrschichtigen Sandwichplatten aus Holz oder Kunststoff. Diese Sitze wurden in der Regel an vier Stellen mit Breitkopfnieten am Tragrahmen befestigt. Gegebenenfalls wurden rutschhemmende Sitzpolster aus geschlossenporigem Schaumstoff oder Matten aufgelegt, die bei Bedarf vom Bahnpersonal abgekehrt wurden. Die Sitzfläche war um gut 90° nach oben klappbar, um sie und die damit abgedeckte Rückenlehne insbesondere bei Leerfahrten vor Schneeablagerungen und Vereisung an der Oberseite zu schützen. Die Sessel hatten anfangs keine Fußrasten und konnten nur mit abgeschnallten Skiern benutzt werden. Für den Transport der Sportgeräte gab es einen Korb oder Doppelhaken, in dem die Skier waagerecht abgelegt werden konnten oder an dem ein Skibob aufgehängt werden konnte. Skier und Stöcke wurden von den Skifahrern mit einem Skihalteriemen oder den Sicherheitsriemen der Bindung zusammengebunden und mit Hilfe des Bahnpersonals ein- und ausgeladen.
Die Sesselbahnen fuhren anfangs langsam, der Sessel hatte vorne eine Kette als Absturzsicherung. Mitte der 1960er Jahre kamen Schwenkbügel auf, die vorne rechts an der Armlehne um eine nicht ganz senkrechte Achse um gut 270° mit der rechten Hand vor den Körper gedreht werden konnten. Zum Einsteigen bremste und lenkte das Liftpersonal den Sessel leicht, wodurch sich auch die Sitzvorderkante etwas absenkte. Der Einstieg befand sich im Freien, der Untergrund war in entsprechender Höhe aus Schnee präpariert, erst später wurden Kunststoffgleitmatten in den Schnee gelegt. Der Bügel war in beiden Endstellungen durch Absenken um 5–10° einrastbar. Der Einrastmechanismus war ursprünglich offen aus Stahl, später unter einer Kunststoffkappe oder in einem flachen Aluminiumzylinder integriert. Mit dem Bügel kam die schwenkbare Fußstütze. Später folgten Sicherheitsbügel, die mit den Fußrasten von oben über die Sitze geklappt wurden und breitere Sitzbänke mit Windschutzhauben ermöglichten.

## Komfort

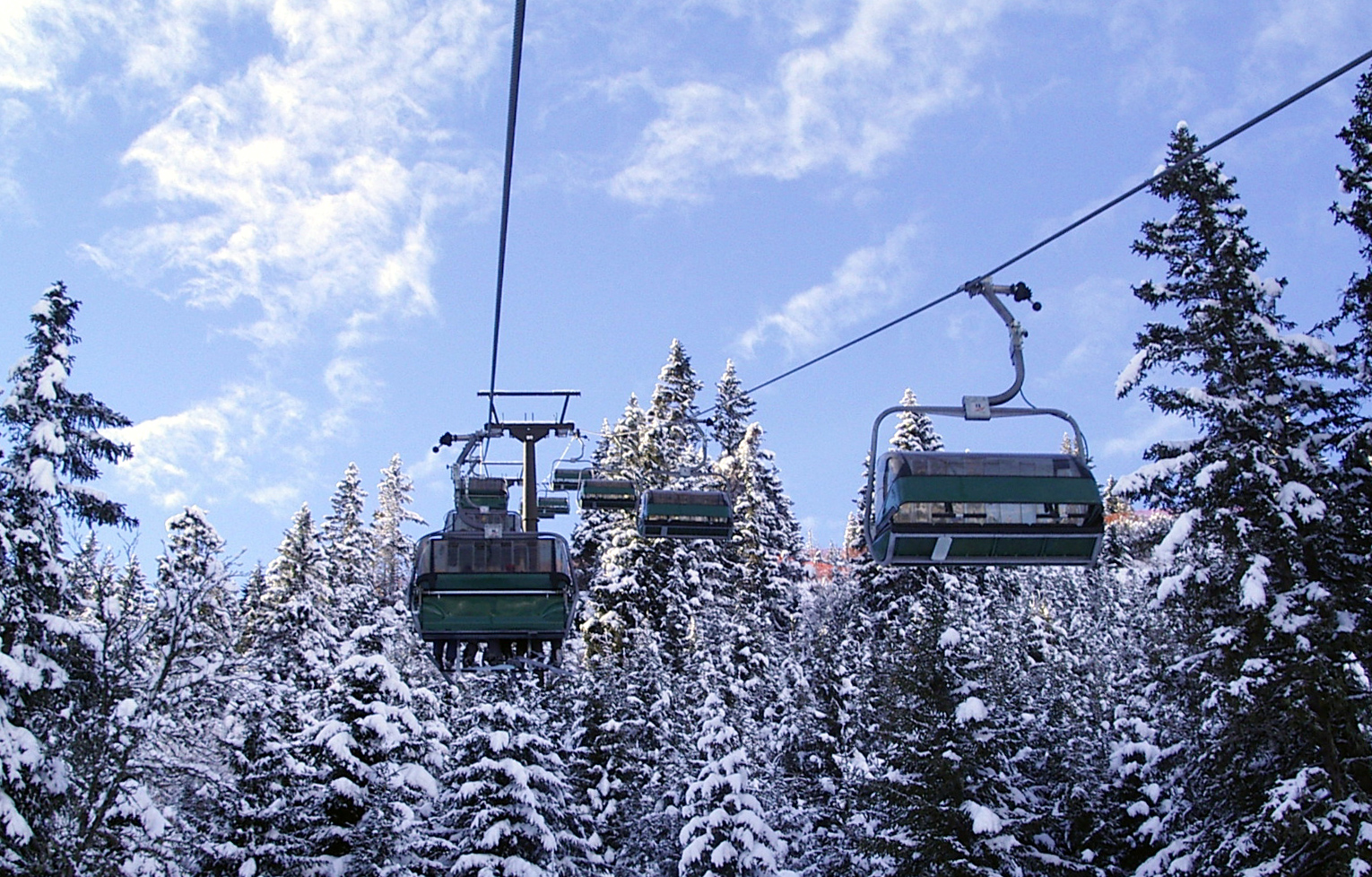
Kuppelbare 4er-Sesselbahn (4CLD) mit Hauben in Bad Hofgastein

Der Komfort moderner Sesselbahnen ist mit dem von Gondelbahnen vergleichbar, jedoch können Sesselbahnen mit angeschnallten Skiern benutzt werden, was für die Fahrgäste eine Zeitersparnis bedeutet, da die Skier für die Benutzung der Bahn nicht abgeschnallt, vom Schnee befreit und getragen werden müssen. Die Anlagen sind häufig mit gepolsterten Sesseln mit Plexiglashauben ausgestattet, die den Fahrgast vor Wind, Niederschlag und Kälte schützen. Weit verbreitet sind in vielen Skigebieten Bahnen mit Sitzheizung, bei denen die Sessel in den Stationen über Stromschienen beheizt werden.
An den Einstiegsstellen von Wintersport-Sesselbahnen und -Sesselliften werden oft Fahrgastförderbänder als Einstiegshilfen eingesetzt, auf die sich der Fahrgast mit angeschnallten Skiern oder Snowboards stellt und die die Relativgeschwindigkeit zu dem herannahenden Sessel verringern. Der Fahrgast wird auf dem Förderband, das mit einer mit der Sesselfolge synchronisierten Schranke zur Zustiegsfreigabe versehen sein muss, an einem definierten Punkt mit geringerer Geschwindigkeitsdifferenz vom Sessel eingeholt. Durch den so erleichterten Zustieg können Bahnen mit fix gekuppelten Sesseln schneller gefahren und deren Förderleistung erhöht werden.
Vereinzelt gibt es an Hängen, wo viele Kinder unterwegs sind, höhenverstellbare Förderbänder.
Bei kuppelbaren Bahnen dienen die Zusteigeinteilung und das Förderband einem besser geregelten Zugang.

## Historische Sesselbahnen
1940 wurde am Radhošť in den Mährisch-Schlesischen Beskiden eine Sesselbahn eingerichtet, die als erste Europas gilt und bis heute (Stand: 2025) in Betrieb ist. Es handelt sich bei der heutigen Anlage jedoch nicht um die originale Einsitzer-Sesselbahn, sondern um eine zwischen 1983 und 1986 neu gebaute Bahn in verschwenkter und verlängerter Trassenführung und mit Zweiersesseln.
Der 1945 von der damaligen AG Autobus und Skiliftanlagen Arosa nach dem System Hefti/Oehler erstellte Skilift Arosa–Hörnli wurde drei Jahre später in eine kombinierte Skilift-Sesselbahnanlage umgebaut. Die Anlage, die in dieser Art weltweit einzigartig blieb, verfügte über kuppelbare Einersessel und war bis zu ihrem Rückbau im Jahre 1963 als Sesselbahn sommers und winters in Betrieb.

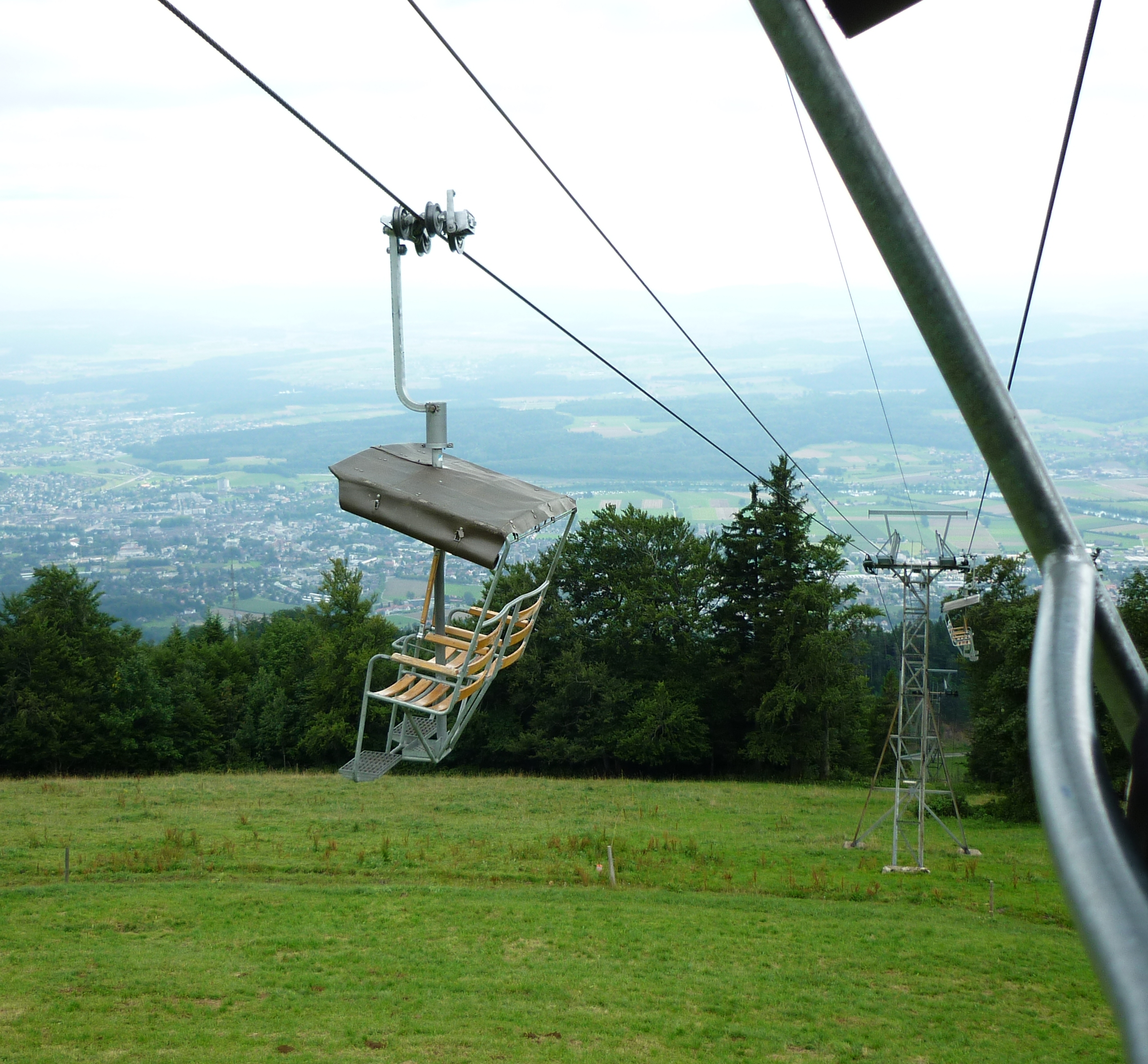
Sesselbahn Weissenstein von 1950, in Betrieb bis 1. November 2009

Eine andere historische Sesselbahn der Schweiz, die 1950 erbaute Sesselbahn Oberdorf–Weissenstein, war zugleich die letzte Schweizer Vertreterin der kuppelbaren Bauart VR101. Die Anlage wurde 2009 außer Betrieb genommen und im Herbst 2013 abgebrochen, sie wurde durch eine moderne Gondelbahn ersetzt. Es gab Bestrebungen durch den Verein Pro Sesseli und des Schweizer Heimatschutzes, die alte Sesselbahn aufgrund ihrer historischen Bedeutung zu erhalten.
Die 1948 nach demselben System errichtete Sesselbahn von Kandersteg zum Oeschinensee wurde im Herbst 2008 abgerissen und durch eine Gondelbahn ersetzt.
Eine weitere Bahn, mit Baujahr 1947 die älteste derartige Anlage, die Gumen-Sesselbahn von Braunwald GL, wurde bereits im Sommer 2007 abgerissen und durch eine moderne Seilbahn ersetzt.
Die beiden 1949 in Betrieb genommenen Streckenabschnitte einer Sesselbahn des Systems VR101 zur Sněžka (Schneekoppe) im Riesengebirge wurden im September 2012 stillgelegt und werden seit 2014 durch eine Gondelbahn vom Typ GD4 ersetzt.
Der Berglift, ein Einersessellift, in Mönichkirchen (NÖ.) auf die Mönichkirchner Schwaig wurde 1949 als erster Sessellift in Niederösterreich von Fa. Wolf & Switzeny, Maschinenfabrik, Wien 21 errichtet. Julius Seiser – aus Neunkirchen kommend – begründete neben dem Lift eine noch heute von der Familie betriebene Schischule. Der Lift hatte ursprünglich Holzstützen aus Rundholz ähnlich Telegraphenmasten, die Talstation (auf 1000 m Höhe) teilweise Holzwände. Beim Umbau 1969/1970 durch Fa. Rud. Kienast, Wien 16 wurden diese durch stählerne Stützen bzw. Mauern ersetzt. 2006 wurde die Talstation um 200 m und auf 1004 Hm verlegt. Die alte Talstation wurde erhalten und wird von Christof Seiser (* 1960), Bildhauer und Berg-Einradfahrer, als Atelier „Bergluft“ und Ausstellungsraum genutzt.
Im tschechischen Osterzgebirge ist seit 1952 am Komáří hůrka (Mückenberg) die letzte in Schweizer Lizenz errichtete Sesselbahn der kuppelbaren Bauart in Betrieb. Die Bahn galt mit ihrer Betriebslänge von 2348 m zur Bauzeit als längste Sesselbahn Mitteleuropas.
Die letzte in Deutschland in Betrieb befindliche Anlage nach dem System VR101 war bis zur Betriebseinstellung im März 2017 die in Schönau am Königssee gelegene Jennerbahn, bei welcher allerdings die typischen Seitwärtssessel durch zwei Personen fassende Gondelkabinen ersetzt worden waren.
Während die Bauart VR101 in Europa nahezu – mit Ausnahme der oben erwähnten Bahn am Komáří hůrka – ausgestorben ist, sind in Nordamerika noch einige dieser Bahnen existent, da sie vor allem als Freizeitparkbahn sehr beliebt sind, allerdings mit Gondeln statt Seitwärtssesseln.
In Mount Snow in Vermont in den Vereinigten Staaten wurde 1954 ein Sessellift in Betrieb genommen, der anstelle von Tragseilen Ketten verwendete. Die Anlage war bei den Benutzern nicht sonderlich beliebt, weil die Kette im Betrieb lärmig war und Öl von der Kette tropfte. Spätere Anlagen wurden deshalb wieder in konventioneller Technik errichtet.

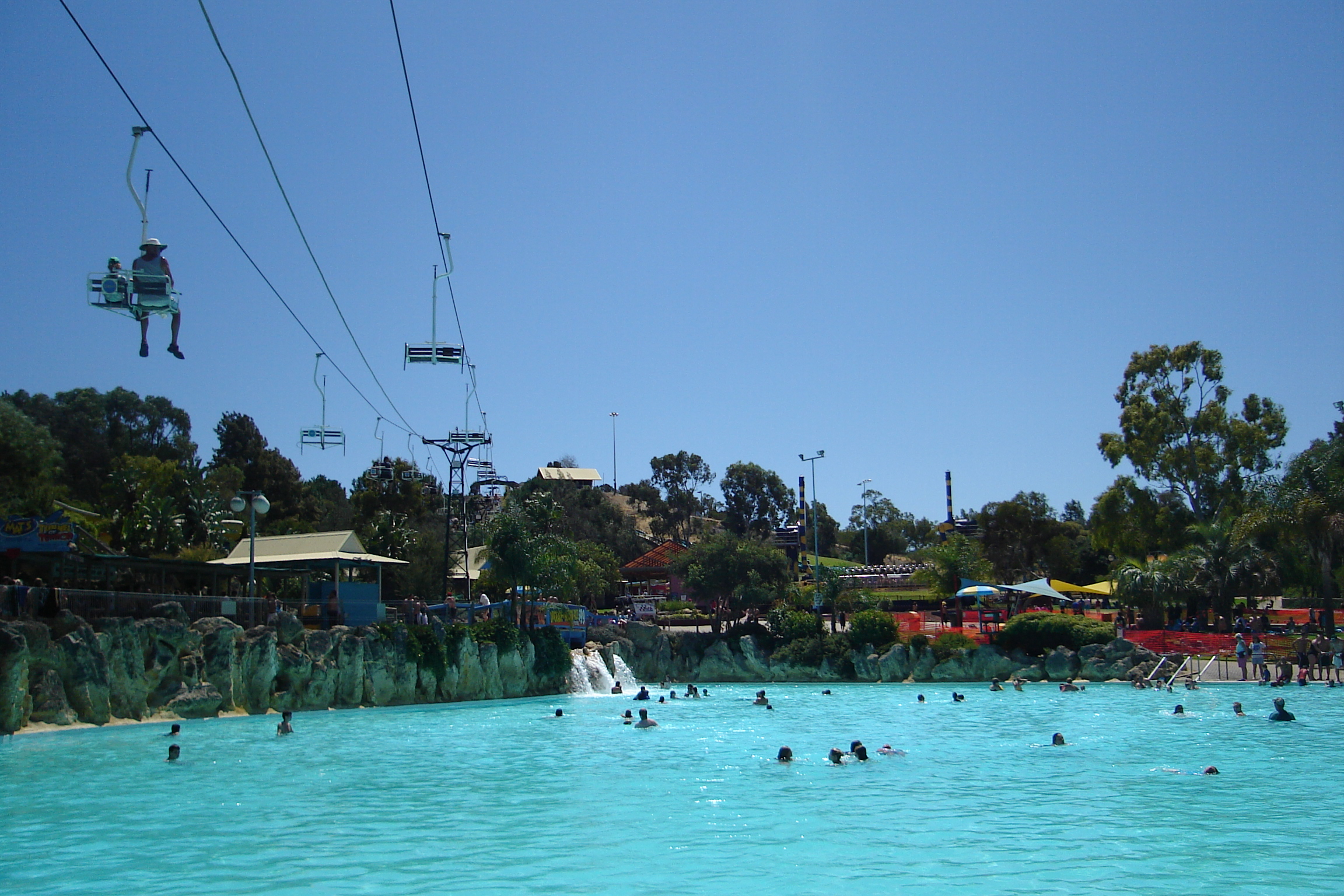
Sesselbahn in einem Vergnügungspark in Australien

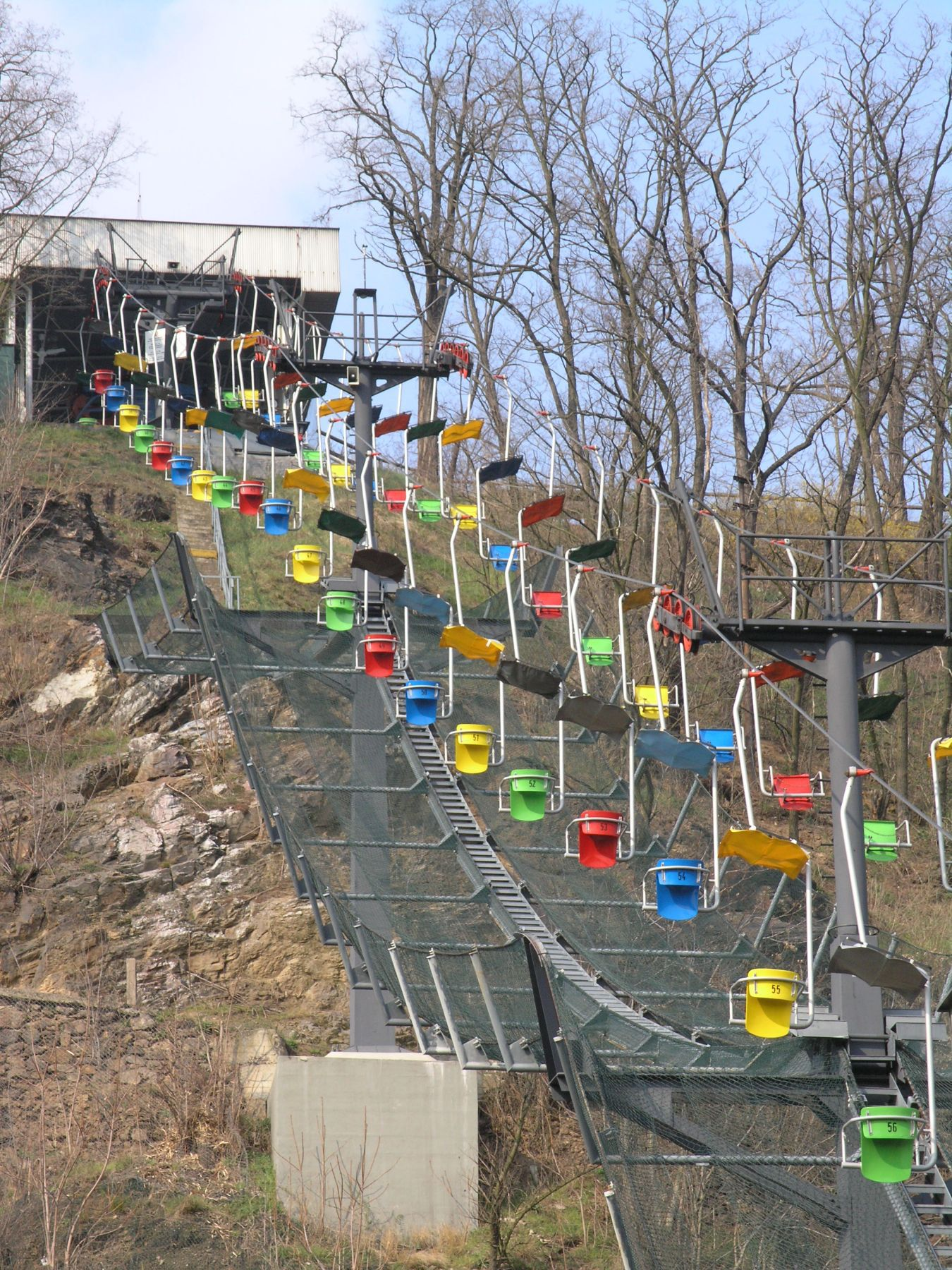
Sesselbahn im Zoo von Prag

## Sesselbahnen als Aussichtsseilbahnen
Auf Ausstellungsgeländen oder in Vergnügungsparks wurden bzw. werden gelegentlich Sesselbahnen gebaut. Beispiele wären die Sesselbahn im Höhenpark Killesberg zur Deutschen Gartenschau 1950 in Stuttgart, eine 1957 für Besucher der Internationalen Bauausstellung in Berlin „Interbau“ errichtete Sesselbahn oder eine Sesselbahn zur Wiener Internationalen Gartenschau 1964 sowie die 1967 erbaute Elka Seilbahn im Schlesischen Zentralpark von Chorzów als längste Flachlandseilbahn Europas.
Auch in London und einigen anderen Städten gibt es Seilbahnen.

## Gebräuchliche Abkürzungen
Wie einleitend schon erwähnt, bezeichnet man in der Fachsprache und in Pistenplänen fixgeklemmte Sesselbahnen oft als „SB“ und kuppelbare als „KSB“ (kuppelbare Sesselbahn). Die Sesselgröße (Personenkapazität) wird in der Regel davorgeschrieben, z. B. „4SB“, „6KSB“.
International gebräuchlich sind außerdem die Abkürzungen „CLF“ (Chairlift Fix gripped) oder „TSF“ (TéléSiège à attaches Fixes) anstatt „SB“ und „CLD“ (Chairlift Detachable) oder „TSD“ (TéléSiège à attaches Débrayables) anstatt „KSB“.
Das Vorhandensein von Bubbles (Wetterschutzhauben) wurde früher durch Anhängen von „/B“ angezeigt, z. B. „8-CLD/B“. Das Vorhandensein einer Sitzheizung wird durch den Anhang „/S“, z. B. „6-CLD/S“ angezeigt. (Im Normfall sind nur Sesselbahnen mit Bubbles mit einer Sitzheizung ausgestattet, daher analog „6-CLD/B/S“ oder 6-CLD/B-S)
Die sich immer stärker verbreitenden Bubbles mit orangefarbenen Scheiben werden mit „/B/O“ oder „/B-O“ abgekürzt, z. B. „4-CLD/B/O“ oder „6-CLD/B-O“.
Bei Kombibahnen, die üblicherweise mit KB, GCD (engl. für gondola chairlift detachable) oder TMX (frz. télémix) abgekürzt werden, bezeichnet die führende Zahl die Personenkapazität in den Sesseln, die darauf folgende Zahl die der Gondeln, z. B. 6/8-GCD.

## Künstlerische Rezeption
- René Freund: Am Sessellift – Theaterstück, 1995. Uraufführung Wien 1997.[15]
- René Freund: Am Sessellift – Hörspiel, 1996, ORF Produktion. Regie: Adeline Schebesch. Mit Heino Fischer als Fred, Maximilian Achatz als Heinz.[16]